# Équipe du Kenya de rugby à XIII
 (mars 2025).
Si vous disposez d'ouvrages ou d'articles de référence ou si vous connaissez des sites web de qualité traitant du thème abordé ici, merci de compléter l'article en donnant les références utiles à sa vérifiabilité et en les liant à la section « Notes et références ».
L'équipe du Kenya de rugby à XIII est l'équipe qui représente le Kenya dans les principales compétitions internationales du rugby à XIII.

## Histoire
C'est sous l'impulsion d'anciens joueurs comme Edward Rombo (en) et d'expatriés comme les époux Jamieson que des tentatives d'installation du rugby à XIII dans le pays ont lieu :  d'abord en 2000 puis en 2013.
En 2013, la sélection nationale bat l'Italie le 25 mars 2014 sur le score de 34 à 24.
En 2022, l'équipe nationale participe au Championnat du Moyen-Orient et d'Afrique de rugby à XIII 2022 (en) et décroche la 3e place en battant le Cameroun 16 à 0.
Fin 2023, la sélection française effectue une tournée au Kenya et effectue 2 test matchs. Ces derniers voient une victoire des français 78 à 6 puis 108 à 4,.

## Composition du XIII Kenyan
À l’occasion de la petite finale du championnat du Moyen-Orient et d'Afrique de 2022 contre le Cameroun, l’effectif kenyan est le suivant :
- Philemon Olang
- Ramadhan Masete
- Collins Ochieng
- Lucky Byron
- Joel Inzuga
- Shabani Hamed
- Victor Ochieng
- Horus Alela
- Denish Ndinya
- Paul Seda
- Tony Khadhambi
- James Maranga
- Eliakim Kichoi
- Reymond Ekutu
- Brian Mutua
- Celestine Mboi
- Wycliff Ratemo

## Palmarès
- Championnat du Moyen-Orient et d'Afrique de rugby à XIII
  -  3e en 2022 (en)